# Distretto di Yanaquihua
Il distretto di Yanaquihua è uno degli otto distretti della provincia di Condesuyos, in Perù. Si trova nella regione di Arequipa e si estende su una superficie di 1.057,07 chilometri quadrati.

Istituito il 2 gennaio 1857, ha per capitale la città di Yanaquihua; al censimento 2005 contava 4.551 abitanti.